# 卷苞蒲公英
卷苞蒲公英（学名：Taraxacum urbanum）为菊科蒲公英属的植物，为中国的特有植物。分布于中国大陆的辽宁省等地，目前尚未由人工引种栽培。